# Resolutie 24 Veiligheidsraad Verenigde Naties
Resolutie 24 van de Veiligheidsraad van de Verenigde Naties werd aangenomen met tien stemmen tegen een. De tegenstem kwam van Australië.

## Achtergrond
Als een nieuw land lid van de Verenigde Naties wilde worden, moest de beslissing hierover genomen worden door de Algemene Vergadering van de Verenigde Naties. Alvorens dit gebeurde moest het betreffende land eerst een aanbeveling krijgen van de VN-Veiligheidsraad.

## Inhoud
De Veiligheidsraad besliste dat de kandidatuur van Hongarije van 22 april 1947 zou worden doorverwezen naar het Comité voor de Toelating van Nieuwe Leden, voor bestudering en rapportering aan de Veiligheidsraad op het "gepaste tijdstip".

## Verwante resoluties
- Resolutie 25 Veiligheidsraad Verenigde Naties besliste hetzelfde voor Italië.

Lijst ·  16 ·  17 ·  18 ·  19 ·  20 ·  21 ·  22 ·  23 ·  24 ·  25 ·  26 ·  27 ·  28 ·  29 ·  30 ·  31 ·  32 ·  33 ·  34 ·  35 ·  36 ·  37